# Västerfärnebo socken
Västerfärnebo socken i Västmanland ingick i Vagnsbro härad, ingår sedan 1971 i Sala kommun och motsvarar från 2016 Västerfärnebo distrikt.
Socknens areal är 309,23 kvadratkilometer, varav 297,36 land. År 2000 fanns här 2 295 invånare. I socknen ligger tätorterna Salbohed och Västerfärnebo, med sockenkyrkan, samt orterna Rosshyttan och Bjurfors. 

## Administrativ historik
Västerfärnebo socken har medeltida ursprung och omfattade även bergslag fram till 1686, då Karbennings socken utbröts.
Vid kommunreformen 1862 övergick socknens ansvar för de kyrkliga frågorna till Västerfärnebo församling och för de borgerliga frågorna till Västerfärnebo landskommun. Landskommunen utökades 1952 och upplöstes 1971 då detta område uppgick i Sala kommun. Församlingen uppgick 2008 i Västerfärnebo-Fläckebo församling.
1 januari 2016 inrättades distriktet Västerfärnebo, med samma omfattning som församlingen hade 1999/2000.  
Socknen har tillhört fögderier, tingslag och domsagor enligt vad som beskrivs i artikeln Vagnsbro härad.  De indelta soldaterna tillhörde Västmanlands regemente, Bergslags (Bergs) kompani.

## Geografi
Västerfärnebo socken ligger kring Svartåns källflöden och Badelundaåsen. I norr, väster och öster är landskapet kuperat och skogrikt, medan det i söder domineras av låglänta jordbruksmarker i Svartåns breda och flacka dalgång. På 1930- och 40-talen blev åns stränder till stor del torrlagda genom invallningar, bland de största som förekommit i en svensk socken. Centralt i socknen ligger den omfångsrika kyrkan, omgiven av villabebyggelse från 1900-talet och kvarvarande hus från 1800-talets kyrkby.

## Fornlämningar
Cirka 90 boplatser från stenåldern är kända. Vidare finns fyra gravfält från yngre järnåldern. I området har återfunnits lågteknisk järnslagg. Vidare finns ungefär 10 ruiner efter hyttor från historisk tid.

## Namnet
Namnet (1330-talet Fernabo) innehåller färne, 'fräken', ett äldre namn på Svartån eller på en sjö öster om kyrkan samt bo, 'bygd'. Förleden Väster tillkom på 1600-talet.

## Befolkningsutveckling
| Befolkningsutvecklingen i Västerfärnebo socken 1750–1990                                                | Befolkningsutvecklingen i Västerfärnebo socken 1750–1990 | Befolkningsutvecklingen i Västerfärnebo socken 1750–1990 | Befolkningsutvecklingen i Västerfärnebo socken 1750–1990 | Befolkningsutvecklingen i Västerfärnebo socken 1750–1990 |
| --- | -------------------------------------------------------- | -------------------------------------------------------- | -------------------------------------------------------- | -------------------------------------------------------- |
| |                                                          |                                                          |                                                          |                                                          |
| År |                                                          |                                                          | Folkmängd                                                |                                                          |
| 1750 | 1750                                                     |                                                          | 2 663                                                    |                                                          |
| 1760 | 1760                                                     |                                                          | 2 654                                                    |                                                          |
| 1780 | 1780                                                     |                                                          | 2 856                                                    |                                                          |
| 1790 | 1790                                                     |                                                          | 2 901                                                    |                                                          |
| 1800 | 1800                                                     |                                                          | 2 990                                                    |                                                          |
| 1810 | 1810                                                     |                                                          | 2 801                                                    |                                                          |
| 1820 | 1820                                                     |                                                          | 2 793                                                    |                                                          |
| 1830 | 1830                                                     |                                                          | 3 011                                                    |                                                          |
| 1840 | 1840                                                     |                                                          | 3 088                                                    |                                                          |
| 1850 | 1850                                                     |                                                          | 3 339                                                    |                                                          |
| 1860 | 1860                                                     |                                                          | 3 833                                                    |                                                          |
| 1870 | 1870                                                     |                                                          | 4 358                                                    |                                                          |
| 1880 | 1880                                                     |                                                          | 4 803                                                    |                                                          |
| 1890 | 1890                                                     |                                                          | 4 947                                                    |                                                          |
| 1900 | 1900                                                     |                                                          | 4 784                                                    |                                                          |
| 1910 | 1910                                                     |                                                          | 4 222                                                    |                                                          |
| 1920 | 1920                                                     |                                                          | 4 331                                                    |                                                          |
| 1930 | 1930                                                     |                                                          | 3 926                                                    |                                                          |
| 1940 | 1940                                                     |                                                          | 3 438                                                    |                                                          |
| 1950 | 1950                                                     |                                                          | 3 109                                                    |                                                          |
| 1960 | 1960                                                     |                                                          | 2 829                                                    |                                                          |
| 1970 | 1970                                                     |                                                          | 2 412                                                    |                                                          |
| 1980 | 1980                                                     |                                                          | 2 387                                                    |                                                          |
| 1990 | 1990                                                     |                                                          | 2 399                                                    |                                                          |
| Anm: Källor: Umeå universitet - Tabellverket 1749-1859, Demografiska databasen, CEDAR, Umeå universitet |                                                          |                                                          |                                                          |                                                          |